# Пятницкое (Ржевский район)
Пя́тницкое — деревня в Ржевском районе Тверской области. Относится к сельскому поселению „Медведево“.
Находится в 27 километрах к юго-западу от города Ржева на левом берегу реки Осуга. Рядом с Пятницким находятся деревни Павлюки и Красное.

## История
В Списке населенных мест Тверской губернии 1859 года — владельческое сельцо Павлюки Большие (Пятницкое), имение дворян Карасевых, которым в Павлюковской волости принадлежало 348 десятин земли.
В 1965 году создан совхоз «Пятницкий».
В 1997 году в Пятницком 60 хозяйств, 176 жителей. Администрация Пятницкого сельского округа, подсобное хозяйство Ржевского завода краностроения, неполная средняя школа, детсад, ДК, библиотека, медпункт, магазин.
В деревне братская могила воинов, павших в Великой Отечественной войне.
До 2011 года в деревне действовала Пятницкая основная общеобразовательная школа.

## Население
| 1859 | 1997 | 2002 | 2010 |
| ---- | ---- | ---- | ---- |
| 21   | ↗176 | ↘145 | ↗156 |